# Caroline Cox
Caroline Anne Cox, baronne Cox, née McNeill Love, le 6 juillet 1937, est une membre crossbencher de la Chambre des lords. Elle est également fondatrice et dirigeante d'une organisation appelée Humanitarian Aid Relief Trust (HART). Cox est créée pair à vie en 1982 et est vice-présidente de la Chambre des lords de 1986 à 2006. Elle est également Lord-in-waiting de la reine Elisabeth II. Elle est chancelière fondatrice de l'Université de Bournemouth, chancelière de l'Université de Liverpool Hope de 2006 à 2013, et est vice-présidente du Collège royal des sciences infirmières. Elle est l'une des fiduciaires fondatrices de MERLIN Medical Emergency Relief International.
C'est une éminente laïque anglicane, étroitement identifiée à l'aile conservatrice de l'Église d'Angleterre. Selon une biographie d'Andrew Boyd, elle est une franciscaine anglicane du tiers-ordre. Elle s'investit beaucoup pour des causes humanitaires, notamment celles liées au handicap.

## Jeunesse
Cox est née le 6 juillet 1937 à Londres. Elle est la fille de Robert McNeill Love, chirurgien et co-auteur du manuel intitulé « Bailey and Love ». Elle fait ses études à la Channing School de Highgate. Elle devient infirmière diplômée d'État à l'hôpital de Londres à partir de 1958 et infirmière à l'hôpital général d'Edgware à partir de 1960. Elle épouse le Dr Murray Newall Cox en 1959 et restera mariée avec lui jusqu'à sa mort en 1997. Le couple a deux fils et une fille. Dans les années 1960, elle étudie à l'Université de Londres où elle obtient une licence spécialisée en sociologie en 1967 et elle est titulaire d'une maîtrise.

## Carrière
Après avoir obtenu son diplôme, Cox devient professeur de sociologie à l'École polytechnique du nord de Londres et devient maître de conférences principal. À partir de 1974, elle dirige le département de sociologie. Un article d'Evangelicals Now décrit avec sympathie son approche de sa discipline : « En tant que chrétienne engagée, elle présente une vision chrétienne de la sociologie ». Elle est donc ciblée par le mouvement étudiant : « C'est une période de troubles étudiants et les étudiants ont organisé des manifestations pour perturber des conférences ou des réunions qu'ils considéraient comme antimarxistes. Cox en fait les frais et en 1974, les étudiants votent la défiance envers elle ». Sa formation en sociologie l'amène à écrire des livres sur le sujet pour les infirmières.
En 1975, Cox co-écrit (avec John Marks et Keith Jacka) The Rape of Reason: The Corruption of the Polytechnic of North London publié par Churchill Press Limited, attaquant « l'activité communiste » sur son lieu de travail. Elle démissionne de l'École polytechnique en 1977 et est tuteur à l'Open University. Elle est impliquée dans le groupe de réflexion de droite Institute for the Study of Conflict et contribue à son rapport, le rapport Gould, sur l'activisme de gauche dans les universités britanniques, dans lequel elle se concentre sur les « biais marxistes » à l'Open University,,.
En 1977, elle devient directrice de l'unité de recherche en formation infirmière au Chelsea College de l'Université de Londres et reste à ce poste jusqu'en 1984. Elle est également nommée membre honoraire du Collège royal de chirurgie. Elle est plus tard la chancelière fondatrice de l'Université de Bournemouth. En 2006, elle reçoit un diplôme honorifique de droit de l'Université de Dundee et est installée comme Chancelière de l'Université de Liverpool Hope la même année.
Sa pairie est annoncée le 15 décembre 1982 sur une liste de « pairs de travail » sur la recommandation du Premier ministre Margaret Thatcher, et elle reçoit le titre de baronne Cox, de Queensbury dans le Grand Londres, le 24 janvier 1983. Cox siège d'abord en tant que conservateur et est brièvement Lord-in-waiting de la reine Élisabeth II. Elle est vice-présidente de la Chambre des lords de 1986 à 2006.

## La nouvelle droite et le thatchérisme
À la suite de son travail sur le rapport Gould, Cox devient une figure clé de la nouvelle droite associée à Margaret Thatcher, Keith Joseph et Enoch Powell,,. Elle co-écrit The Pied Pipers of Education (1981) pour l'Unité des affaires sociales et travaille avec le Centre for Policy Studies, pour lequel elle écrit la brochure influente The Right to Learn (1982). Son travail sur l'éducation a une grande influence sur les politiques éducatives de Thatcher. Elle cofonde et co-dirige le Educational Research Trust, fondé en 1980, avec John Marks ; ils sont consultés sur la rédaction de la loi de 1988 sur la réforme de l'éducation, qui introduit le programme national, les écoles subventionnées et les City Technology Colleges.
Elle participe à l'Institute for European Defence and Security Studies financé par la Heritage Foundation, basée aux États-Unis, au début des années 1980, pour lequel elle écrit Peace Studies: A Critical Survey (1984) avec Roger Scruton, publié par la droite groupe de réflexion Civitas. Elle est directrice du groupe de philosophie conservatrice de 1983 à 1985. Avec Scruton et d'autres, elle écrit Education and Endoctrinement. Au milieu des années 1980, elle travaille avec Scruton dans le cadre du groupe Hillgate d'activistes conservateurs ; leur brochure Whos Schools? Un manifeste radical, dont elle est co-auteur, est publié en 1986 et contient de nombreuses idées qui sont devenues la politique du gouvernement sous Thatcher,. En 1987, elle cofonde le Comité pour une Grande-Bretagne libre, financé par Rupert Murdoch, qui appelle à un moment donné à "la légalisation de toutes les drogues". Elle siège au Conseil de l'Institute for the Study of Terrorism, dont Jillian Becker est directrice exécutive de 1984 à 1990.
Depuis sa création en 2007, elle s'est fortement impliquée, d'abord en tant que conseillère puis à partir de 2009 en tant que directrice, au Centre pour la cohésion sociale,. Elle est directrice du Gatestone Institute, situé à droite,.
Cox participe fréquemment aux débats de Lords sur l'Afrique, et a également soulevé d'autres « conflits oubliés » dans des lettres à la presse. Elle soulignait déjà les combats au Soudan en septembre 1992, critiquant le gouvernement islamiste du Soudan et soutenant l'Armée populaire de libération su sud-Soudan de John Garang.
En 2002, elle soutient et anime de manière controversée le lancement du livre Great Britain has Fallen de Wale Babatunde, un ministre du World Harvest Christian Center à Londres, qui affirme « que le multiculturalisme ruine la Grande-Bretagne en important des « pratiques étrangères », l'homosexualité est « destructrice » et que l'avortement peut être directement assimilé à l'Holocauste » et décrit le lesbianisme comme « contre nature ». En réponse, Tom Watson du Labour demande son expulsion du Parti conservateur .

## Positions anti-islam
En 2003, elle écrit L'Occident, l'islam et l'islamisme : l'islam idéologique est-il compatible avec la démocratie libérale ? avec John Marks, publié par Civitas, qui soutient « que le terrorisme islamiste n'est qu'une partie d'un défi idéologique plus large comparable aux efforts de propagande communiste pendant la guerre froide »,.
En 2014, elle accueille le lancement parlementaire de Sharia Watch UK, une organisation anti-islam dirigée par la candidate de l'UKIP Anne Marie Waters. Cox déclare que la charia « sape les principes d'égalité les plus fondamentaux inscrits dans la loi britannique » en ce qui concerne son traitement des femmes ».
Depuis 2009, la baronne Cox participe à un organisme de coordination conservateur au sein de l'Église d'Angleterre, la Fédération des anglicans confessants, dirigée par son proche collaborateur, alors évêque de Rochester, Michael Nazir-Ali.

## Eurosceptique
Cox est une eurosceptique. Elle se rebelle contre le traité de Maastricht, soutenant un amendement exigeant un référendum national sur la ratification le 14 juillet 1993. En mai 2004, elle rejoint trois autres pairs conservateurs en signant une lettre publiée par le Parti de l'Indépendance britannique exhortant les électeurs à le soutenir lors des élections au Parlement européen. Le chef du parti conservateur, Michael Howard, leur retire immédiatement le whip du parti, les expulsant formellement du groupe parlementaire. Cox siège maintenant à la Chambre des Lords en tant que crossbencher,,.

## Engagements caritatifs
La baronne Cox est présidente du Tushinskaya Children's Hospital Trust et travaille en étroite collaboration avec sa défunte marraine, Diana, princesse de Galles. La baronne Cox et la princesse de Galles ont ouvert l'école d'infirmières pédiatriques de l'hôpital en 1995. Le Trust a permis aux parents de passer plus de temps avec leurs enfants pendant leur hospitalisation.
Le Humanitarian Aid Relief Trust (HART), fondé par la baronne Cox en 2003, s'efforce d'apporter un changement durable grâce à l'aide et au plaidoyer pour ceux qui souffrent d'oppression et de persécution, qui sont largement négligés par les médias internationaux. Une branche australienne de HART est créée en 2009.
Cox est active au sein de Christian Solidarity International (CSI) avant de diriger Christian Solidarity Worldwide (CSW) en 1997. Elle est présidente de cette dernière jusqu'en 2006, date à laquelle elle est remplacée par Jonathan Aitken, restant par la suite sa marraine.
Cox est membre du conseil d'administration de la Global Panel Foundation, une ONG qui travaille en coulisses dans les zones de crise à travers le monde. La baronne Cox est également membre de la Prague Society for International Cooperation, une autre ONG dont les principaux objectifs sont le réseautage et le développement d'une nouvelle génération de dirigeants et de penseurs responsables et bien informés.